# Tuc deth Pòrt de Vielha
El Tuc deth Pòrt de Vielha es una montaña de los Pirineos de 2605 metros, situada en la comarca del Valle de Arán (provincia de Lérida).

## Descripción
Entre el Tuc deth pòrt de Vielha y el Tuc de Montanèro (2581 metros) está el paso del Pòrt de Vielha (2444 metros) que antes de la construcción del Túnel de Vielha (1948) era la vía de comunicación natural entre las comarcas del valle de Aran y la Ribagorza. Actualmente el camino deth Pòrt de Vielha forma parte del GR-211-5 y es utilizado por excursionistas .
Cerca del Tuc deth Pòrt de Vielha se encuentra el lago de origen glaciar del Lac Redon, situado a 2247 metros de altitud, este lago tiene una superficie de 153 hectáreas y desemboca a través del barranco deth lac Redon en el río Noguera Ribagorzana.
El Tuc deth Pòrt de Vielha se encuentra en el límite de las cuencas hidrográficas del río Garona (vertiente Atlántica) y del río Ebro (vertiente Mediterránea).